# セラの家
セラの家（セラのいえ）はペルーのタクナにある。
ペルーの独立において重要な先駆者である、フランシスコ・アントニオ・デ・セラ（Francisco Antonio de Zela）が暮らした家。
当時のまま残されたコロニアルスタイルの建物は1961年7月26日から国の歴史的建造物として認定され、博物館になっている。
特にチケットブースなどはないので、建物内の人に声をかける。
すべての展示説明はスペイン語のみで行われており、こぢんまりとした建物である。
- 入場料：２ソル
- 住所：Calle Zela 542
- 営業時間：8:00-12:00/15:00-18:00

## 周辺施設
- 鉄道博物館 (タクナ)
- タクナ大聖堂
- タクナ・アーチ
- タクナ装飾噴水
- タクナ市民劇場
- タクナ歴史博物館
- タクナ公立図書館
- タクナ裁判所
- ブログネシ通り
- タクナ・鉄道公園